# McDonnell Douglas F-15E Strike Eagle
McDonnell Douglas (dnes Boeing) F-15E Strike Eagle je americký víceúčelový stíhací letoun určený k provádění bojů proti vzdušným i pozemním cílům za každého počasí vyvinutý z typu McDonnell Douglas F-15 Eagle. Letoun F-15E byl navržen v 80. letech k průnikům vysokou rychlostí na velké vzdálenosti bez nutnosti záviset na doprovodu nebo letounech pro elektronický boj. F-15E amerického letectva (USAF) jsou od ostatních amerických variant F-15 rozpoznatelné tmavší kamufláží a přídavnými konformními nádržemi přilehlými k sacímu ústrojí pohonných jednotek.
F-15E se dočkaly nasazení během operací v Iráku, Afghánistánu, Sýrii, Libyi a jinde. Během těchto operací prováděly mise hluboko v nepřátelském území proti cílům vysoké hodnoty, letecké hlídkování a přímou leteckou podporu koaličním jednotkám. Také byly vyvezeny do několika zemí.

## Vznik a vývoj
Projekt Strike Eagle byl zahájen společností McDonnell Douglas v 80. letech 20. století, s cílem vyvinout letoun schopný útoků na pozemní cíle na velké vzdálenosti a za každého počasí, při zachování plné schopnosti vedení vzdušného boje. Typ měl ve výzbroji nahradit útočné letouny General Dynamics F-111 Aardvark, stíhací bombardéry McDonnell F-4 Phantom II a doplnit McDonnell Douglas F-15 Eagle, které byly původně zamýšleny výhradně jako stíhačky pro vybojování vzdušné nadvlády. První demonstrátor koncepce byl upraven z druhého exempláře F-15B (sér. číslo 71-291) v srpnu 1981. Změny zahrnovaly především zvýšení rozlišovací schopnosti palubního radaru AN/APG-70 v režimu sledování země, a možnost nesení podvěsných kontejnerů se senzory FLIR a kontejnerů systému LANTIRN. Zadní kokpit, určený jako stanoviště operátora protizemní výzbroje, si zachoval plně funkční řídící prvky, a byl doplněn o nové multifunkční displeje a zaměřovací prvky kontroly řízené protizemní výzbroje. Došlo také k instalaci systému pro automatické kopírování terénu od společnosti Lear Siegler Aeronautics, modifikaci systému inerciální navigace Honeywell a systému REB AN/ALQ-135B. Během vývoje došlo také k zesílení konstrukce podvozku, s koly o větším průměru. Překonstruována byla i zadní část trupu, umožňující alternativní instalaci motorů Pratt & Whitney F100-PW-220 nebo General Electric F110-GE-100 či jejich plánovaných výkonnějších variant. Vzletová hmotnost stoupla o 7 000 liber (3 175 kg) oproti provedením F-15C/D. Změny se dotkly cca 60 % draku, a instalace nové avioniky do něj si vyžádala redukci množství neseného paliva a munice pro palubní kanón M61 Vulcan.
Projekt byl USAF od roku 1983 v rámci programu Enhanced Tactical Fighter porovnáván s prototypem General Dynamics F-16XL, odvozeným z F-16 Fighting Falcon, nad kterým v soutěži o udělení zakázky oficiálně zvítězil 24. února 1984.
První předsériový stroj (č. 86-0183) vzlétl 11. prosince 1986.

## Služba

### Válka vZálivu

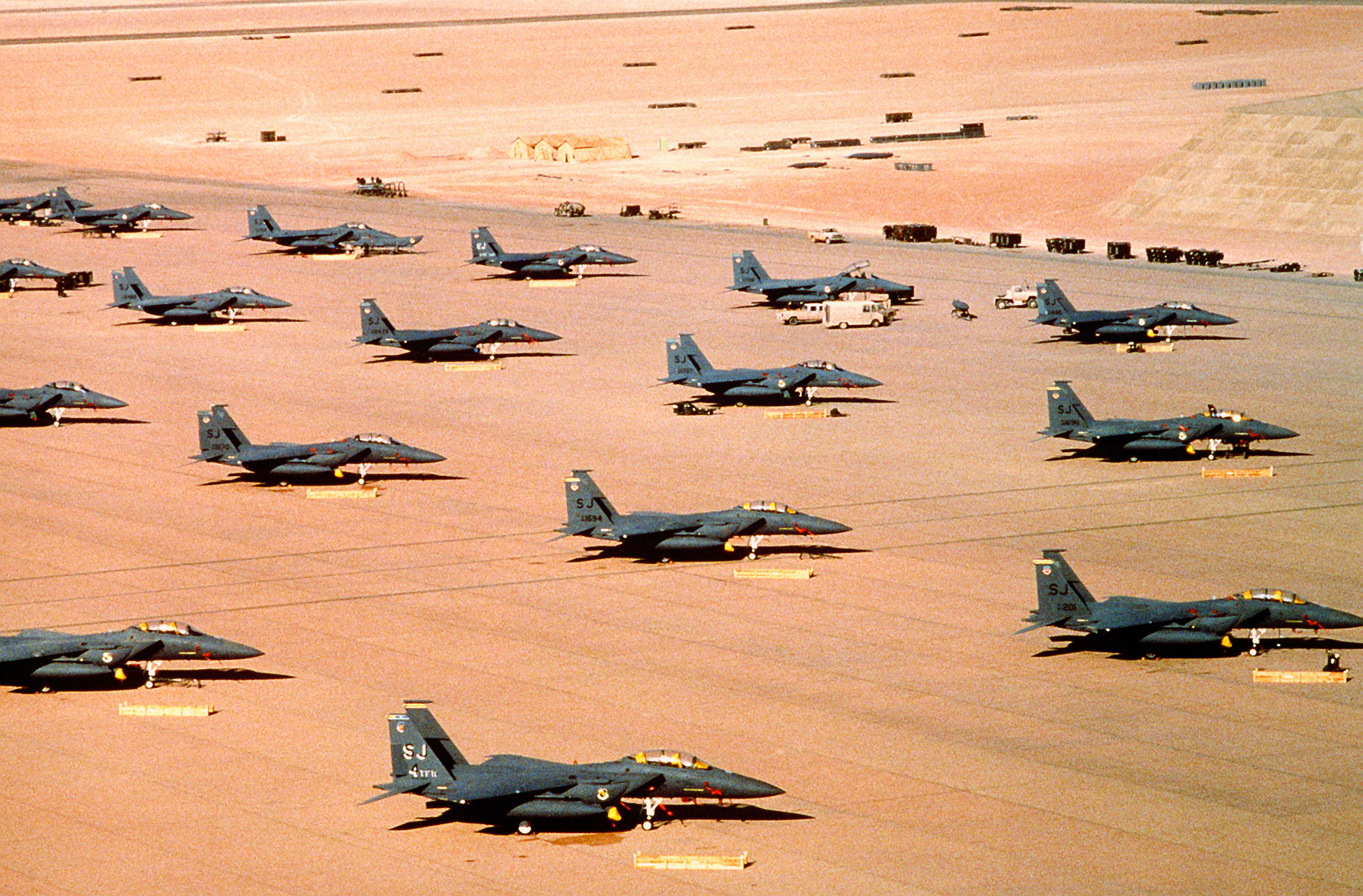
Zaparkované F-15E během operace Pouštní štít.

Hned po spuštění operace Pouštní bouře byly americké letouny F-15E přesunuty z Ománu na saúdskoarabskou základnu Prince Sultan. A právě odtud 17. ledna 1991 zaútočily na několik odpalovacích zařízení balistických raket Scud, které se nacházely v západním Iráku. Během jedné noci vzlétlo celkem 24 stíhacích letounů Strike Eagle a zaútočily na Scudy na pěti různých místech.
Téměř všechny stroje byly vyzbrojené dvěma raketami vzduch-vzduch AIM-9M a 12 kazetovými pumami Mk20 Rockeye. Výjimkou bylo několik letadel, které zaútočily na Scudy na letišti H2 a nesly po 12 pumách Mk82. Obvykle byly F-15E v Iráku vyzbrojeny až čtyřmi střelami AIM-9, ale během této mise by v dané konfiguraci překročily maximální limit vzletové hmotnosti. Při hmotnosti 36 700 kg byli piloti limitováni manévry s maximálním přetížením 3 g. Toto omezení platilo dokud nesnížili hmotnost stroje buď odhozením pum nebo spálením určitého množství paliva.
Bombardování statických odpalovacích zařízení bylo pro piloty F-15E poměrně jednoduché. Palubní radiolokátor stíhaček AN/APG-70 dokázal vytvořit tak podrobné mapy cílových lokalit, že na nich bylo vidět i tenké linie pletivového oplocení.
Většina posádek se dostala do cílových oblastí nízkým letem rychlostí 1000 km/h. První stroje shodily své pumy na cíle o 03:05 místního času z výšky asi 91 m. Následující den se konal útok na ropnou stanici blízko Basry, která byla silně chráněna systémy protivzdušné obrany S-125, 2K12 Kub, 9K33 Osa a Roland. Během tohoto náletu přišlo americké letectvo o jednu stíhací F-15E, která se zřítila zřejmě v důsledku palby irácké PVO.
Dne 14. února 1991 se podařil neobvyklý kousek letounu F-15E (sériové číslo 89-0487), jehož posádku tvořili kapitáni Tim Bennett (pilot) a Dan Bakke. Při hledání odpalovacích zařízení balistických raket Scud, byly požádáni letounem AEW&C o pomoc americké speciální jednotce, ohrožené iráckými bitevními vrtulníky Mil Mi-24. S použitím 907kilogramové laserem naváděné pumy GBU-10 Paveway II sestřelili vedoucí vrtulník a ostatní se daly na útěk.

## Modernizace a testování
V květnu 2025 bylo zveřejněno, že americké letectvo testuje letouny F-15E Strike Eagle s novou konfigurací výzbroje zaměřenou na boj proti bezpilotním letounům (UAS) a podzvukovým řízeným střelám. Letoun byl při zkušebním letu vyfotografován s až šesti sedmirannými podvěsnými raketomety, nesoucími laserem naváděné rakety APKWS II (Advanced Precision Kill Weapon System), což umožňuje celkovou kapacitu až 42 střel tohoto typu. V kombinaci s osmi střelami vzduch–vzduch představuje tato konfigurace výrazné rozšíření tzv. „magazine depth“, tedy zásobníkové kapacity letounu při jedné bojové misi.
Podle oficiálních informací od 96. testovacího křídla na základně Eglin Air Force Base, kde testy probíhaly, se jedná o součást širšího úsilí zvýšit efektivitu protivzdušné obrany proti levným a početným vzdušným hrozbám. Systém APKWS II byl navržen jako levnější alternativa k tradičním střelám, přičemž jedna jednotka včetně naváděcí sekce, motoru a hlavice vychází na přibližně 22 000 dolarů. Pro srovnání, moderní střely AIM-120 mohou stát více než 1 milion dolarů.
Laserem naváděné rakety APKWS II již byly dříve nasazeny v roli vzduch–vzduch na strojích F-16 během misí nad Rudým mořem a v oblasti Blízkého východu. Tyto mise prokázaly schopnost systému efektivně likvidovat drony a pomalejší vzdušné cíle s velmi výhodným poměrem cena/výkon.
F-15E se díky své konstrukci ukazuje jako ideální platforma pro tento typ výzbroje. Letoun je schopen nést kombinaci levných laserem naváděných raket spolu s klasickými střelami a poskytovat tak dlouhodobé pokrytí oblasti proti velkému množství vzdušných hrozeb. Tato konfigurace umožňuje až 50 zásahových příležitostí během jediné mise, pokud je vybaven šesti sedmirannými podvěsnými bloky APKWS II a osmi raketami AIM-9/AIM-120.
Nová výzbroj zvyšuje efektivitu při ochraně strategických cílů, a zároveň umožňuje ekonomičtější obranu proti četným dronovým útokům. Tato kombinace může významně prodloužit operační životnost typu F-15E a zároveň přispět k rozšíření potenciálu jeho nástupce – F-15EX Eagle II.

## Varianty

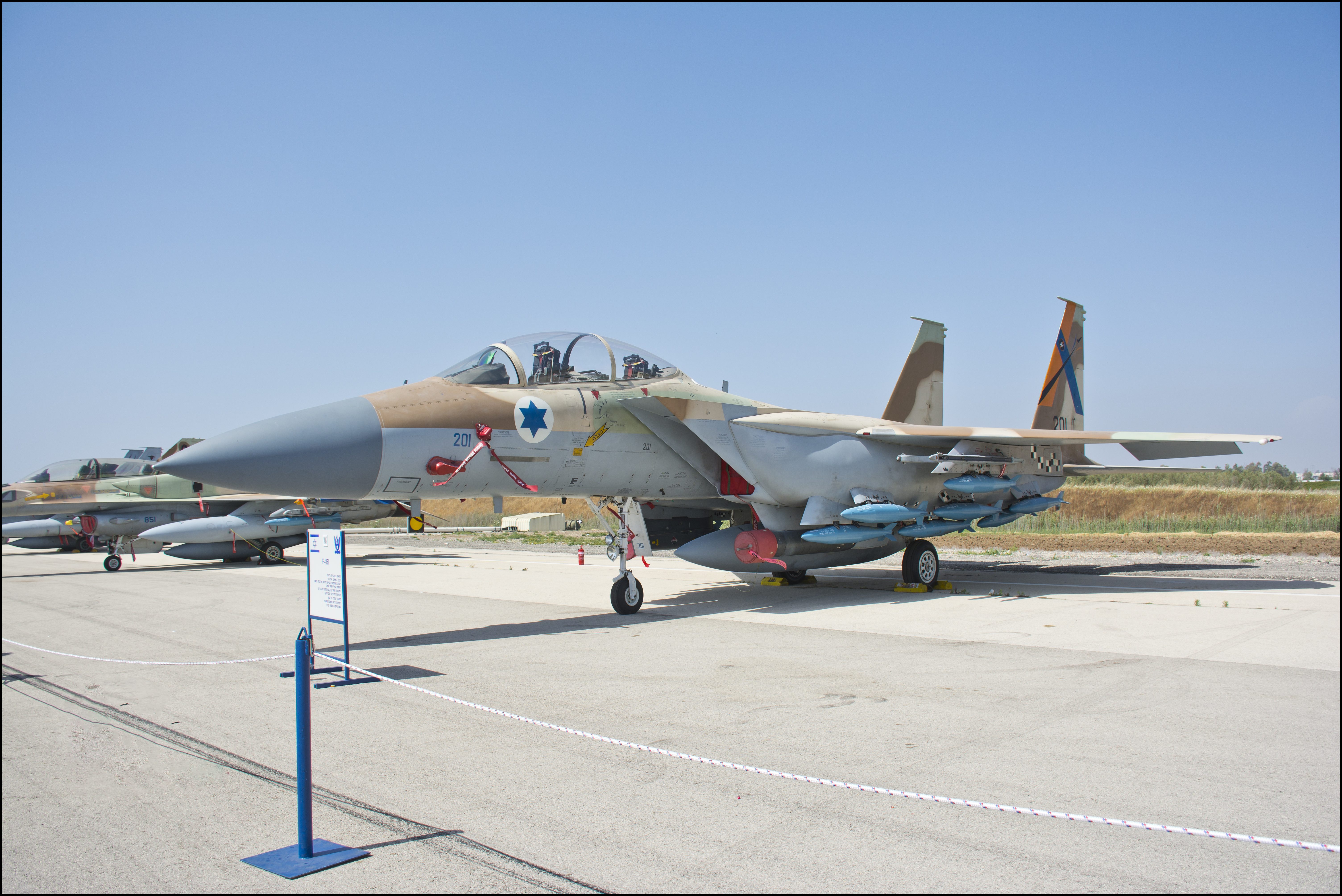
Izraelská F-15I Ra'am

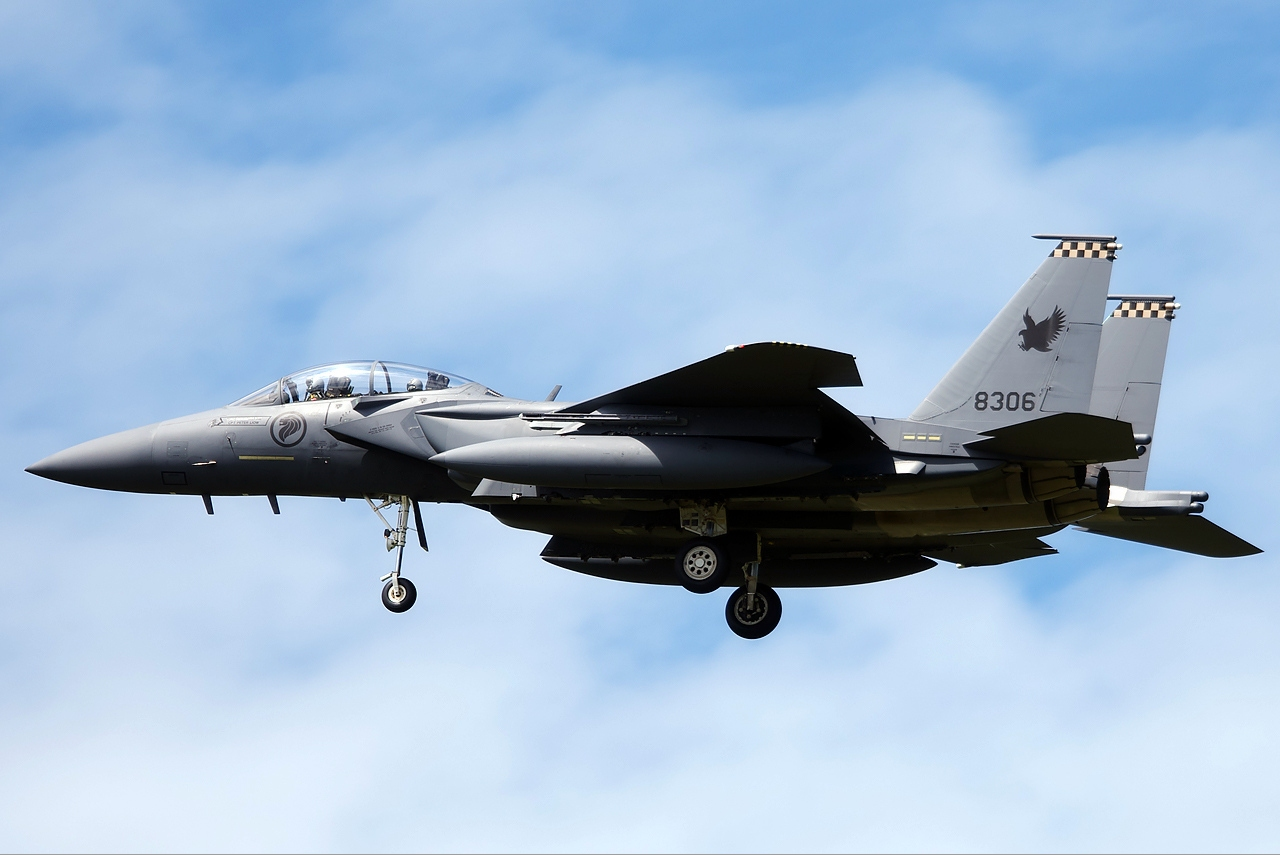
Singapurská F-15SG

F-15E Strike Eagle
Základní varianta vyráběná pro potřeby United States Air Force.
F-15I/IA Ra'am
Modernizovaná verze pro Izraelské vojenské letectvo. (Ra'am, hebrejsky רעם‎, znamená hrom.) Izrael disponuje celkem 25 kusy, z nichž většina je zařazena do výzbroje 69. peruti, a jeden je ve stavu zkušební jednotky Manat.
F-15K Slam Eagle
Modernizovaná verze pro Letectvo Korejské republiky.
F-15QA Ababil
Modernizovaná exportní varianta pro Katarské letectvo.
F-15S/SA
Exportní varianty pro Saúdské královské letectvo.
F-15SG
Modernizovaná exportní varianta pro Singapurské letectvo.
F-15X/EX
V červenci 2018 bylo oznámeno, že americké letectvo a Boeing diskutují o navrhované F-15X - jednomístné variantě letounu F-15E založené na verzi F-15QA, která u amerického letectva nahradí F-15C/D. Mezi vylepšení patří závěsník na zbraně AMBER, který dokáže nést až 22 raket vzduch-vzduch, infračervené vyhledávání a sledování, pokročilé vybavení pro avioniku a elektroniku, radar AESA a revidovaný drak s životností až 20 000 hodin. V prosinci 2018 bylo oznámeno, že americké ministerstvo obrany plánuje ve svém rozpočtu na rok 2020 zažádat o 1,2 miliardy dolarů za 12 kusů F-15X. V rozpočtu zveřejněném 12. března 2019 ministerstvo obrany požádalo o 1,1 miliardy dolarů k nákupu osmi letounů F-15EX z celkového plánovaného nákupu 144 kusů F-15EX. 28. ledna 2020 zahájilo letectvo proces nákupu prvních dvou strojů F-15EX s tím, že zbývajících šest bude objednáno později.

## Uživatelé
Izrael

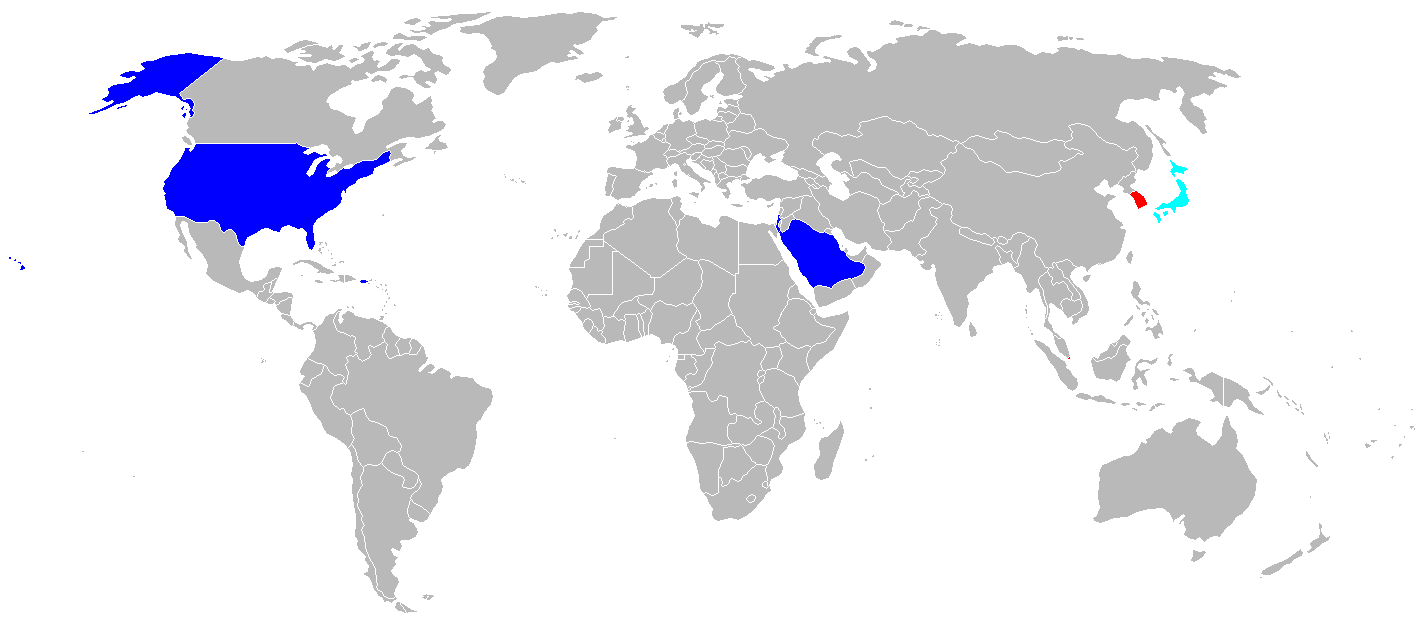
Uživatelé
F-15 Eagle
F-15E Strike Eagle
Obou verzí

- Izraelské vojenské letectvo – 25 ks F-15I ve službě k lednu 2014[23]

 Jižní Korea
- Letectvo Korejské republiky – 58 ks F-15K ve službě k lednu 2014.[23] Objednaných 61 F-15K "Slam Eagle" včetně jednoho ztraceného havárií[24]

 Katar
- Katarské letectvo - 36 ks F-15QA ve službě k září 2023

 Saúdská Arábie
- Saúdské královské letectvo – 70 ks F-15S Eagle ve službě k lednu 2014[23] a 84 ks F-15SA ve službě k lednu 2021

 Singapur
- Singapurské letectvo (RSAF) – 40 ks F-15SG ve službě k lednu 2015

 Spojené státy americké
- Letectvo Spojených států – 213 F-15E ve službě k lednu 2014[23]

## Potenciální uživatelé
Indonésie
- Indonéské letectvo - Spojené státy v únoru 2022 schválily možný prodej až 36 stíhaček F-15ID (exportní verze F-15EX) do Indonésie, přičemž na přání tamější vlády by obchod mohl být ujednán v rámci programu FMS (Foreign Military Sales).[25][26] V srpnu 2023 Indonésie závazně objednala 24 letounů F-15EX s příslušenstvím[27]

## Specifikace (F-15E)
Zdroj: USAF fact sheet, Davies & Boeing 

### Technické údaje
- Posádka: 2 (pilot a operátor zbraňových systémů)
- Délka: 19,43 m
- Rozpětí: 13,05 m
- Výška: 5,63 m
- Nosná plocha: 56,5 m²
- Profil křídla: NACA 64A006.6 (u kořene), NACA 64A203 (na koncích)
- Hmotnost prázdného letounu: 14 300 kg
- Maximální vzletová hmotnost: 36 700 kg
- Pohonná jednotka: 2 × dvouproudový motor Pratt & Whitney F100-PW-220 nebo −229 s přídavným spalováním
  - Suchý tah:64,9 kN pro -220[31] každý
  - Tah s forsáží: 105,7 kN pro −220[32] každý

### Výkony
- Maximální rychlost: Mach 2,5+ M (1 875 mph, 3 017 km/h)
- Bojový rádius: 1 270 km
- Přeletový dolet: 3 900 km s přídavnou nádrží a třemi podvěsnými přídavným nádržemi
- Dostup: 18 200 m
- Stoupavost: 254+ m/s
- Tah/Hmotnost: 0,93

### Výzbroj

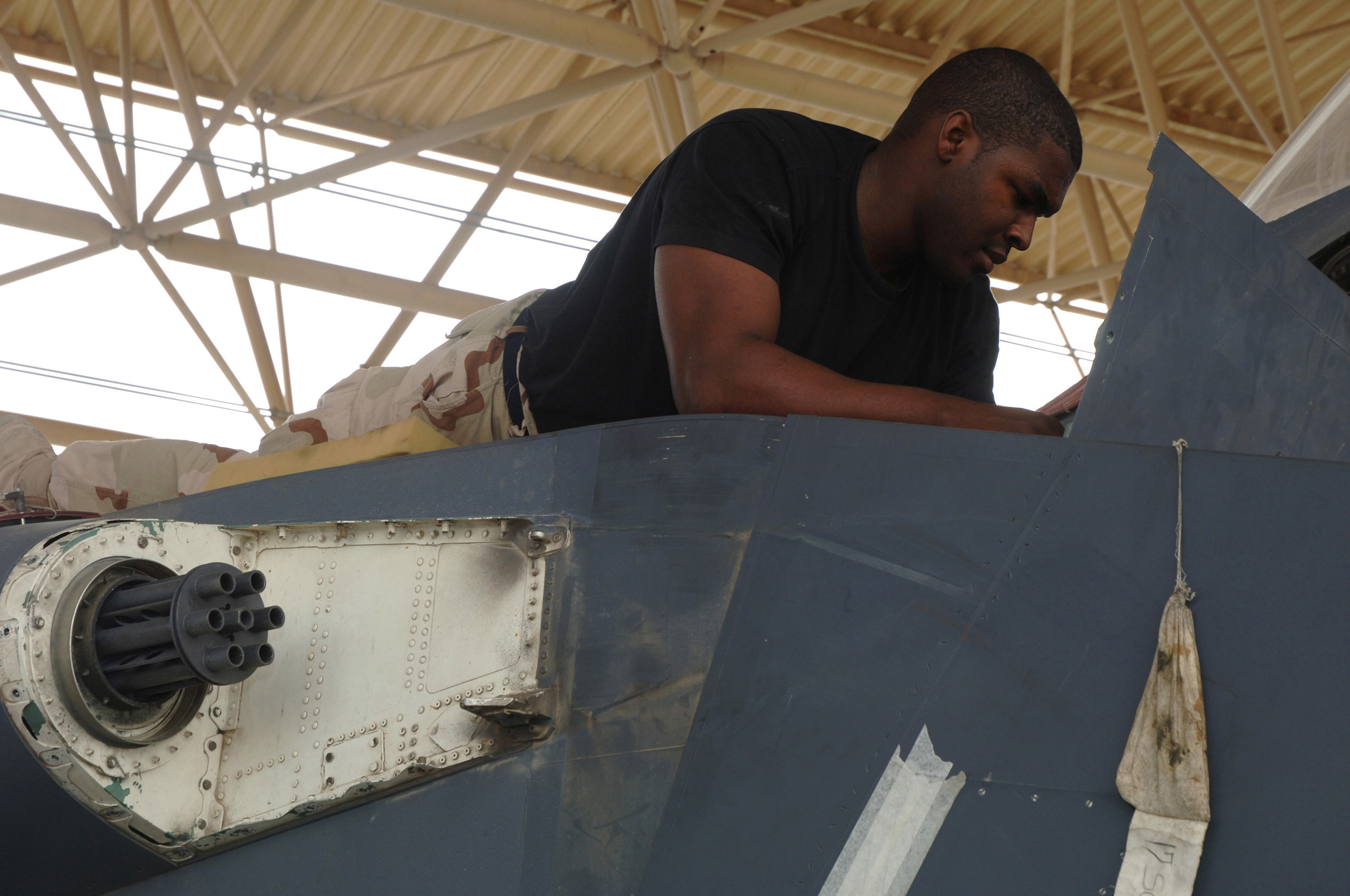
F-15E během údržby s odkrytým kanonem M61 Vulcan

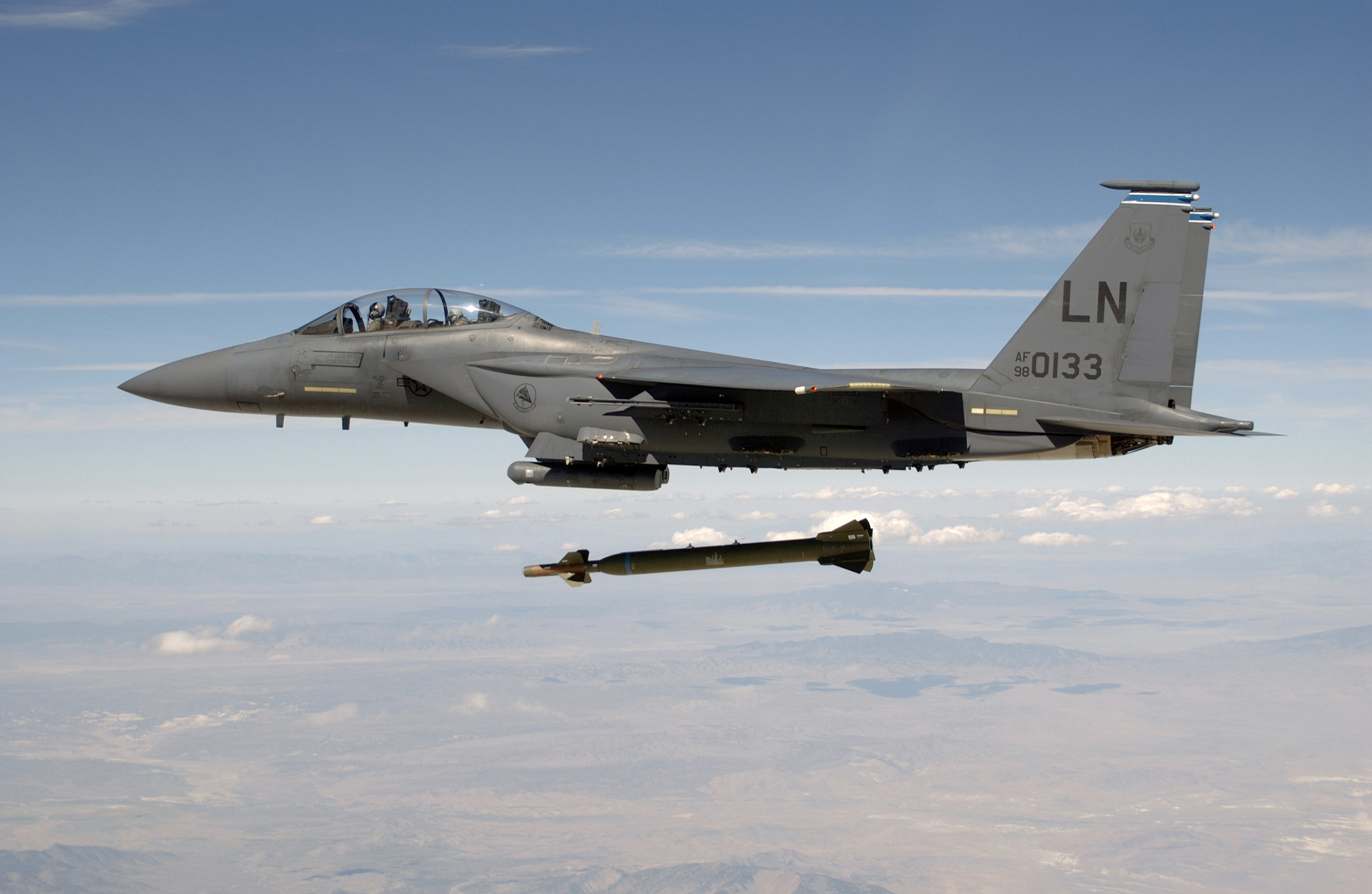
F-15E při vypuštění GBU-28 "Bunker Buster" během testu

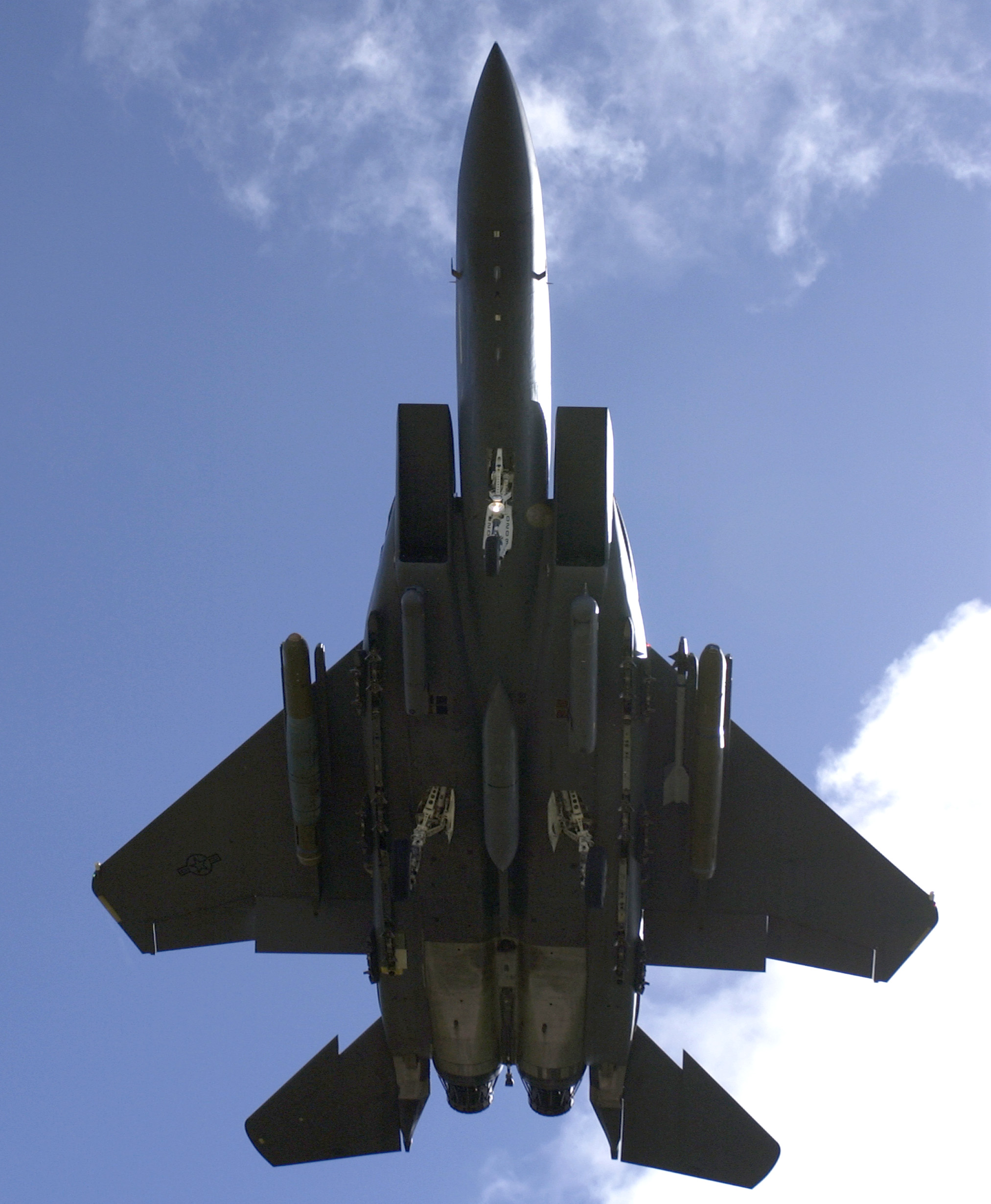
F-15E zespodu

- Kanony: 1× 20mm kanon M61A1 Vulcan s 500 ks projektilu M-56 nebo PGU-28
- Závěsy: 2 pylony na křídlech, trupové pylony, pumovnice o kapacitě 10 400 kg munice nebo přídavné nádrže
- Střely:
  - Vzduch-vzduch:
    - 4× AIM-7 Sparrow
    - 4× AIM-9 Sidewinder
    - 8× AIM-120 AMRAAM

  - Vzduch země:
    - 6× AGM-65 Maverick
    - 2× AGM-84 Harpoon
    - 2× AGM-84H/K SLAM-ER
    - AGM-130
    - AGM-154 JSOW
    - AGM-158 JASSM
- Pumy:
  - Mark 82
  - Mark 84
  - GBU-15
  - GBU-10 Paveway II
  - GBU-12 Paveway II
  - GBU-24 Paveway III
  - GBU-27 Paveway III
  - GBU-28 (Bunker buster)
  - GBU-31 nebo GBU-38 {8 GBU-31 nebo 16 GBU-38} (JDAM)
  - GBU-54 Laser JDAM (LJDAM)
  - GBU-39 Small Diameter Bomb (SDB)
  - Jaderná B61 nebo B83
  - CBU-87 nebo CBU-103 (CEM)
  - CBU-89 nebo CBU-104 (GATOR)
  - CBU-97 nebo CBU-105 (SFW)
  - CBU-107
- Ostatní:až 3× přídavné nádrže o kapacitě 2 300 l. 1x přídavná nádrž o objemu 1 800 l pro režim supercruise.